# Franz Karger

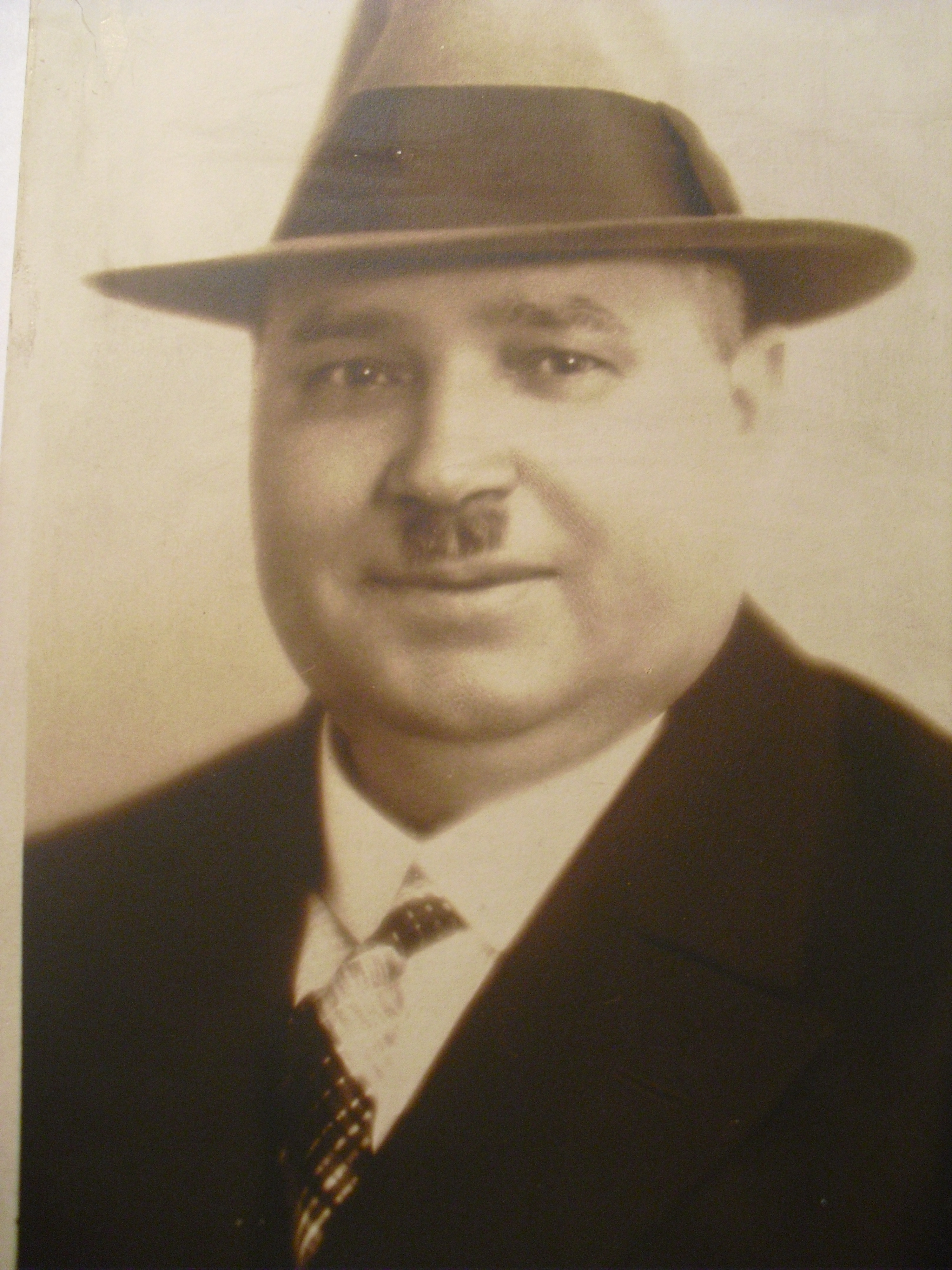
Franz Karger

Franz Karger (ur. 6 listopada 1877 w Wojnowicach koło Głubczyc, zm. 4 lutego 1943 w Zabrzu) – niemiecki polityk, deputowany do pruskiego parlamentu. 

## Życiorys
Życie zawodowe rozpoczął w przemyśle hutniczym w Chorzowie, gdzie zdobył dyplom majstra kowalstwa. W 1910 został przewodniczącym zjednoczenia dachowej organizacji związków zawodowych w Chorzowie. Wkrótce potem stał się etatowym pracownikiem aparatu partyjnego Socjaldemokratycznej Partii Niemiec (SPD).  W sierpniu 1915 wrócił do pracy w strukturach chrześcijańskich związków zawodowych pracowników przemysłu metalowego (niem. Christlicher Metallarbeiterverband in Kattowitz) w Katowicach. Brał udział w I wojnie światowej. Po powrocie z frontu w styczniu 1919 został przewodniczącym kartelu związków zawodowych na Górnym Śląsku (niem. Vorsitzender des Bezirkskartells Oberschlesien-West) z siedzibą w Zabrzu. W 1919 zostaje wybrany posłem do parlamentu Prus.  

## Plebiscyt na Górnym Śląsku
W czasie plebiscytu zaangażował się w prace niemieckiego komisariatu plebiscytowego. Kiedy 17 sierpnia 1920 roku dotarła do Katowic fałszywa informacja o rzekomej polskiej przegranej w Bitwie Warszawskiej niemieckie elity polityczne postanowiły zorganizować na rynku w Katowicach pokojową demonstracje na rzecz zaniechania plebiscytu i pozostawienia Górnego Śląska w granicach Prus. 
W imieniu niemieckiego komisariatu plebiscytowego zwrócił się do francuskiego komendanta miasta, pułkownika Blancharda, z prośbą o wyrażenie zgody na przeprowadzenie pokojowego wiecu na Rynku w Katowicach. Francuskie władze odmówiły, ale Karger zdecydował się mimo to na przeprowadzenie manifestacji. Wiec miał początkowo spokojny przebieg. Sytuacja wymknęła się spod kontroli pod wpływem niemieckich elementów nacjonalistycznych, które wmieszały się w spokojnie zachowujący się tłum. Już po zakończeniu manifestacji jej nieproszeni uczestnicy uformowali pochód, którego uczestnicy zaczęli głośno obrażać znajdujących się na Rynku w Katowicach francuskich żołnierzy i skierowali się pod siedzibę ich garnizonu. 
W wyniku eskalacji konfliktu kawaleria francuska zaatakowała agresywnie zachowujący się pochód, a później oddano do tłumu salwy z karabinów maszynowych. W wyniku tych działań zginęło przynajmniej 10 niemieckich demonstrantów.
W do końca nie wyjaśnionych okolicznościach zlinczowany został przez tłum polski działacz narodowy Andrzej Mielęcki. Oskarżono go, najprawdopodobniej całkowicie bezpodstawnie, o strzelanie do niemieckich demonstrantów.
Sytuacji nie udało się opanować, ponieważ okazało się, że uczestnicy demonstracji również byli uzbrojeni w broń palną. Francuski komendant, pułkownik Blanchard, uciekł w samochodzie pancernym z miasta. Krwawe wydarzenia w Katowicach zarówno w polskiej, jak i niemieckiej historiografii, uchodzą za sygnał i początek II powstania śląskiego. Brutalność z jaką francuskie wojsko obeszło się z niemieckimi demonstrantami na rynku w Katowicach 17 sierpnia 1920 roku wywołała w całych Niemczech fale demonstracji i wieców solidarnościowych. Niektóre z nich przybrały gwałtowny charakter. Dla przykładu we Wrocławiu demonstranci dokonali szturmu na francuski konsulat.   

## Okres po plebiscycie
Po decyzji o podziale Górnego Śląska w 1921 roku Karger został wyznaczony do niemieckiej delegacji, która wspólnie ze stroną polską wypracowała konwencję genewską o Górnym Śląsku. Przewodniczącym delegacji niemieckiej na rokowania, które odbywały się w Opolu i Genewie, był Gustav Stresemann. Karger uczestniczył w podpisaniu konwencji w Genewie 15 maja 1922 roku. W tym też czasie przeniósł się wraz z rodziną do Zabrza, gdzie został dyrektorem miejskiego urzędu pracy. 2 lutego 1933 Karger, jako aktywny przeciwnik NSDAP, zostaje już dwa dni po objęciu władzy przez Adolfa Hitlera w trybie natychmiastowym usunięty ze stanowiska.  
W 1903 ożenił się z Marią Balbiną Matuschik, z którą miał sześcioro dzieci. Jego wnuczką była Renata Schumann.